# Henry Woodward (geologo)
Henry Woodward (Norwich, 24 novembre 1832 – Bushey, 6 settembre 1921) è stato un geologo e paleontologo britannico, noto per le sue ricerche sui crostacei fossili e altri artropodi..

## Biografia
Woodward nacque a Norwich, in Inghilterra, il 24 novembre 1832, figlio di Samuel Woodward, noto geologo e antiquario, che trasmise ai figli la passione per la geologia. I suoi fratelli maggiori, Bernard Bolingbroke, divenne un noto bibliotecario e antiquario, mentre Samuel Pickworth divenne professore di geologia e storia naturale. Egli stesso tramandò la passione; i suoi nipoti furono Bernard Barham Woodward, malacologo e membro del personale del British Museum e del Natural History Museum, e Horace Bolingbroke Woodward, che fu vicepresidente della Geological Society e Fellow della Royal Society. 
Dopo aver concluso gli studi alla Norwich School, nel 1858 divenne assistente del dipartimento geologico del British Museum e nel 1880 custode di tale dipartimento. Divenne Fellow della Royal Society nel 1873, LL.D (St Andrews) nel 1878, presidente della Geological Society of London (1894-1896). Fu insignito della medaglia Murchison nel 1884 e della medaglia Wollaston nel 1906. Woodward fu presidente della Geologists' Association per gli anni 1873 e 1874, presidente della Malacological Society of London nel 1893-1895, presidente della Museums Association per l'anno 1900, e presidente della Palaeontographical Society dal 1895 (alla morte del presidente in carica Thomas Henry Huxley) alla sua morte nel 1921.
Pubblicò almeno un paio di mongrafie, Monograph of the British Fossil Crustacea, Order Merostomata (Palaeontograph. Soc. 1866–1878) e A Monograph of Carboniferous Trilobites (Pal. Soc. 1883–1884), e molti articoli in riviste scientifiche. Fu redattore della rivista Geological Magazine dall'inizio del 1864 e redattore unico dal luglio 1865 alla fine del 1918. La collezione di conchiglie, manoscritti e calchi di vertebrati fossili di Woodward si trova negli archivi del Cambridge University Museum of Zoology.
Henry Woodward ebbe due figli, entrambi morti prima di lui; il maggiore, Henry Page Woodward, fu anche lui un noto geologo che lavorò in Australia. Il secondo figlio di Henry, Martin, fu uno studente di Thomas Henry Huxley insieme ad H. G. Wells. Era un promettente zoologo, ma fu disperso in mare quando la nave su cui viaggiava si rovesciò a Ballynakill Harbour. Henry ebbe anche cinque figlie, due delle quali, Alice Bolingbroke Woodward e Gertrude Mary Woodward, lavorarono nel campo dell'illustrazione biologica, anche se Alice era principalmente conosciuta per le sue illustrazioni di libri per bambini. 
| Woodward è l'abbreviazione standard utilizzata per le specie animali descritte da Henry Woodward. Categoria:Taxa classificati da Henry Woodward |